# Camila Fernández (futbolista)
Camila Milagros Fernández (La Plata, Buenos Aires, Argentina; 6 de marzo de 2001) es una futbolista argentina. Juega de defensora o mediocampista y ocasionalmente de delantera en Defensores de Cambaceres de la Primera División B de Argentina.

## Trayectoria

### Inicios
Comenzó jugando fútbol callejero desde adolescente con sus hermanos debido a que no encontraba un club disponible femenino o mixto, hasta que le surgió la posibilidad de jugar fútbol 7 en el Club Everton. En dicho equipo, dio sus primeros pasos en la Liga Platense con 15 años de edad. Donde permaneció hasta el año 2018.

### Estudiantes de La Plata
Fue parte de El Pincha Por un breve periodo de tiempo desde la segunda mitad de 2019 hasta 2020, esta fue su primera experiencia en torneos oficiales de AFA.

### Regreso a Everton
Luego de su efímero paso por Estudiantes, regresa a Everton para disputar la Liga Platense, permanece en el equipo hasta el final de 2020.

### Villa San Carlos
En diciembre de 2020, se hace oficial su llegada a Las Villeras en su segunda etapa disputando torneos oficiales.

### Arsenal
Llegó a Arsenal para disputar la tercera categoría, permanece en el equipo durante todo el año 2022 en la temporada de susodicho año.

### Gimnasia y Esgrima
En enero de 2023 el club hace oficial la llegada de Fernández a Las Lobas. De cara a la temporada 2023. En el conjunto platense además firma su primer contrato profesional como futbolista y se le asignó el dorsal 31.

### Defensores de Cambaceres
En julio de 2023 se convierte en refuerzo de las Rojas.

## Estadísticas

### Clubes
| Club                        | Liga          | País      | Año             |
| --------------------------- | ------------- | --------- | --------------- |
| Club Everton de La Plata    | Liga Platense | Argentina | 2016 - 2018     |
| Estudiantes de La Plata     | Primera A     | Argentina | 2018 - 2019     |
| Club Everton de La Plata    | Liga Platense | Argentina | 2019 - 2020     |
| Villa San Carlos            | Primera A     | Argentina | 2020 - 2021     |
| Arsenal de Sarandí          | Primera C     | Argentina | 2022            |
| Gimnasia y Esgrima La Plata | Primera A     | Argentina | 2023            |
| Defensores de Cambaceres    | Primera B     | Argentina | 2023 - presente |